# 雨上がり決死隊
雨上がり決死隊（あめあがりけっしたい）は、かつて吉本興業に所属していた日本のお笑いコンビ。略称は「雨上がり」。
2019年7月19日、吉本が宮迫との契約を解消したことで吉本に所属しているのは蛍原のみであったが、2021年8月17日の『アメトーーク 特別編 雨上がり決死隊解散報告会』（ABEMA）を以て正式に解散した。

## メンバー
- 蛍原 徹（ほとはら とおる、1968年1月8日（57歳） - ）
  - 主にツッコミ担当、立ち位置は向かって右。しかし天然ボケのため、時にはボケに回る場合がある。
  - 大阪府門真市出身。現在はテレビ番組の司会者、ピン芸人、ゴルフYouTubeチャンネル・ホトゴルフにてYouTuberとしても活躍中。
- 宮迫 博之（みやさこ ひろゆき、1970年3月31日（55歳） - ）
  - 主にボケ担当、立ち位置は向かって左。時にはツッコミへ回り、トークでは元相方・蛍原とWツッコミのようになっていた。
  - 大阪府茨木市出身。不祥事により2019年6月24日から謹慎、7月19日から吉本から契約解消され、2020年1月29日からYouTuberとして活動再開。

## 略歴
- 2人ともNSC大阪校7期出身、芸風は主にコントだった。その理由は同期のお笑いコンビ・ベイブルースの漫才が非常に上手く、漫才では勝てないと悟ったため。かつては漫才も時折行っていた。宮迫は授業料未納で除籍処分になりかけ、その話を後輩のナインティナインにすると2人も払わなくなり除籍処分にされた。
- コンビ名の由来は、2人とも好きだったRCサクセションの曲『雨あがりの夜空に』から。正確には、NSC同期生で開催したライブのタイトルが「雨あがりの夜空に笑った」で、メンバー内で自分達のことを「雨上がり決死隊」と名付けていたことから、そのままコンビ名にした。
- NHKの番組出演時には、「死」という文字を使用するのは放送上好ましくないというNHK側の意向により「雨上がり決志隊」と暫定的にコンビ名を変えることで対処した[注 1]。なお、知人にお祝いの品を贈る際にもこの名前を使用している。また『踊る!さんま御殿!!』出演時には「雨上がり決し隊」の表記だったこともある。その後はNHKでも「雨上がり決死隊」で出演可能になり、NHKでも本来のコンビ名で出演していた。
- 1989年4月（NSC卒業後）にコンビを結成したが、組む以前はそれぞれ別のコンビとして活動しており蛍原は『ホワイト&ホワイト』(コンビ名で毎回揉めており、蛍原は『メンズホワイト』説、元相方のコラアゲンはいごうまんは『ホワイト＆ホワイト』説を唱えている。)、宮迫は『ぴいぷる』として活動していた。蛍原は他にもピン芸人「のっぺり星人」として舞台に立ったことがある。
- NSC時代に、高校時代の同級生など元々友人関係から来たコンビを多く見てきた。そのため蛍原と宮迫はコンビを結成した当時、自分達も2人での思い出（＝ネタ）を作らなければいけないと1年間芸人としての活動は少なくして一緒に過ごそうと決め、アルバイトも同じカラオケパブで始めた。蛍原は、パブのオーナーに「お前らなんか売れるか」と言われた際、悔しくて泣きながら走っているところを宮迫と同期に見つかり、慰められながらお好み焼きを食べたことがある。
- NSC時代の同期生に、矢部浩之（ナインティナイン）の実兄・矢部美幸（現：ラフェイス代表取締役）がいる。当時の彼はコンビ『ちゃんねるず』として活動していた。
- 1990年代前半は、若い女性達を中心に人気を博した吉本興業のお笑いユニット・吉本印天然素材のリーダー格として活躍。天然素材で共に活動していたナイナイはNSC9期生で、2年後輩になる。
- 1992年1月、第13回ABCお笑い新人グランプリ優秀新人賞を受賞したが、最優秀新人賞はナイナイが受賞し東京進出を果たした。以後、東京進出までに時間を要することとなった。
- お笑い新人グランプリ結果発表の際、発表の前に審査員が最優秀新人賞・ナイナイへの賞状を持って宮迫の前を通り、目撃してしまった宮迫は凄い顔をしたという。
- 天然素材時代、同番組でMCを担当する。当時の雨上がりは天然素材の牽引役でありナイナイと人気を二分していた。ナイナイ・FUJIWARA・チュパチャップス・バッファロー吾郎らに対し、宮迫は「お前ら面白くないねん!! 俺らが1番面白いんや」と暴れるキャラでもあった。天然素材はアイドル芸人として売ろうとする会社の方針と対立したが、かえってお笑いを愛する芸人の集まりだった天然素材内部の結束力は高まり、宮迫は「天素が滑るな」と元メンバーを叱咤することもあった。
- 名古屋では、CBCテレビの夕方のワイド番組『ミックスパイください』にレギュラーで出演。その姉妹番組である深夜番組『ミックスパイ+』にも出演し、番組の総合司会を任せられていたが、高視聴率を誇っていたミックスパイ本編とは逆にミックスパイ+は常に視聴率0%台を叩き出していた。その事実を知った宮迫は「こんな誰も見てないテレビに出ても仕方ない!」「やる気ないわ!」「帰る!」など生放送中に暴言を連発し、その日の番組は終了。程なく番組自体も放送終了した。しかしこの番組以降もCBCテレビの番組へことある毎に出演しており、『ノブナガ』のレギュラー→準レギュラー（準レギュラー時はフットボールアワーと2週ごとに交代で出演）として出演していた。
- 1999年、『ダウンタウンのガキの使いやあらへんで!!』に出演。ダウンタウン・山崎邦正（現・月亭方正）・ココリコを相手にキレる企画で再び注目を浴びる。その後『めちゃ×2イケてるッ!』に出演したことなどから再び人気になった。
- 2000年、フジテレビの深夜番組『エブナイ』で木曜のレギュラーとして出演。番組での様々なキャラクターによるコントが視聴者にウケて、木曜の放送は『ワンナイ THURSDAY 〜ウケねらいな俺達〜』と改題された後に『ワンナイR&R』として独立。その後、プライムタイムへと進出した。これにより、ガレッジセール、山口智充（途中から、平畠啓史とのDonDokoDonとしての出演）らと共にブレイクを果たした。
- 2003年、初の全国ネットの冠番組『アメトーーク!』を持つ。
- 2018年、結成30年を迎えた。
- 2019年、吉本が宮迫との契約を解消[5]。その後コンビ時代に出演していた番組は蛍原が引き続き出演している。
- 2021年8月17日、コンビを解散することを発表し[6][7]、同日、YouTube吉本興業チャンネルの生配信において、アメトーーク特別編としてコンビ解散や今後のアメトーークについて語った[8]。

## 出演

### 過去の出演番組
雨上がり決死隊としての出演を記載。個人での出演は蛍原徹、宮迫博之を参照。

#### レギュラー
- ミックスパイください（CBCテレビ）
- SABA系（CBCテレビ）
- 大阪ほんわかテレビ（よみうりテレビ）
- 怒涛のくるくるシアター（1990年 - 1992年9月、よみうりテレビ）
- 吉本印天然素材（1991年10月1日 - 1994年3月27日、日本テレビ）
- 電動くるくる大作戦 (1992年10月 - 1993年3月、よみうりテレビ）
- ピッカピカ天然素材!（1994年10月6日 - 1995年3月30日、TBSテレビ）
- 急性吉本炎→慢性吉本炎（1995年4月6日 - 1997年3月27日、TBSテレビ）
- ミックスパイ+（1995年11月4日 - 1998年3月28日、CBCテレビ）
- AHERA（1996年4月7日 - 9月29日、テレビ朝日）
- アメジャリチハラ（1996年10月6日 - 1997年3月30日、テレビ朝日）
- 名古屋が最高!（1997年4月26日 - 1998年6月27日、CBCテレビ）
- とりあえずイイ感じ。（1999年4月 - 2000年3月、日本テレビ）※前期のみ
- 痛快!明石家電視台（1999年8月30日 - 2019年6月、毎日放送）
- わらいのじかん（1999年10月23日 - 2000年3月18日、テレビ朝日）
- 新ウンナンの気分は上々（2000年7月28日 - 2003年2月21日、TBSテレビ） ※準レギュラー
- コロシアム（2000年10月 - 2001年9月、テレビ東京）
- おはスタ（2000年10月 - 2003年9月、テレビ東京）
- エブナイTHURSDAY → ワンナイR&R（2000年10月19日 - 2006年12月20日、フジテレビ）
- ノブナガ（2001年1月 - 2015年9月、CBCテレビ）　※準レギュラー
- サタッぱち 古舘の日本上陸（2001年10月27日 - 2002年3月16日、テレビ朝日）
- 雨上がり決死隊のトーク番組アメトーーク!（2003年4月7日 - 2019年6月20日[9]、テレビ朝日、2006年9月まではネオネオバラエティ（火曜枠））司会[10]
- 雨スポ流→雨スポSTYLE→雨スポ（2003年4月 - 2006年3月24日、よみうりテレビ）
- 世界ゴリッパですね!!（2003年4月19日 - 8月9日、フジテレビ）
- ハナタカ天狗（2005年4月5日 - 9月27日、TBSテレビ）
- (秘)ひらめ筋 → ひらめ筋GOLD（2005年4月6日 - 2006年3月11日、日本テレビ）
- アイチテル!（2005年10月5日 - 2007年9月26日、TBSテレビ）
- リンカーン（2005年10月18日 - 2013年9月10日、TBSテレビ）
- 撮りッたがり決死隊 トッターマンDS（2006年4月5日 - 2007年3月28日、テレビ東京）
- 地球調査船アメディゾン（2007年4月4日 - 2009年4月1日、テレビ東京）
- 芸人報道（2010年4月5日 - 2014年3月31日、日本テレビ）司会[10]
- 雨上がり食楽部（2010年4月 - 2017年3月、関西テレビ）　司会
- 最先端IT情報SHOW 革命×テレビ → 地球同時多発情報SHOW 革命×テレビ（2010年5月30日 - 2011年3月27日、TBSテレビ）
- その顔が見てみたい（2010年10月27日 - 2012年2月3日、フジテレビ）司会
- 炎の体育会TV（2011年10月10日 - 2019年6月、TBSテレビ）司会[10]
- 雨上がりのやまとナゼ?しこ（2011年11月1日 - 2015年12月22日、朝日放送）司会
- 世界行ってみたらホントはこんなトコだった!?（2011年10月17日 - 2015年9月22日、フジテレビ）[10]
- 笑う!アメカン → みんなのアメカン（2012年1月7日 - 8月16日、日本テレビ）
- 快脳!マジかるハテナ（2012年10月25日 - 2013年8月15日、日本テレビ）
- 人生の正解TV〜これがテッパン!〜（2013年5月3日 - 9月13日、フジテレビ）
- バイキング（2014年4月4日 - 2018年3月30日、フジテレビ）金曜MC[10]
- さんまのお笑い向上委員会（2015年4月18日 - 2019年6月、フジテレビ）原則、今田耕司と週替わりで出演（まれに共演もあり）[10]。
- 本能Z（2015年10月 - 2019年6月、CBCテレビ）準レギュラー
- 世界の何だコレ!?ミステリー（2015年10月21日 - 2019年6月、フジテレビ）司会[10]
- 日曜もアメトーーク!（2016年10月16日 - 2018年9月2日、テレビ朝日）司会[10]
- 雨上がりのナニモン!? （2017年4月15日 - 2018年3月31日、関西テレビ）司会
- 雨上がりの「Aさんの話」〜事情通に聞きました!〜（2016年1月5日 - 2019年3月26日、朝日放送テレビ）司会
- 雨上がりのフォトぶら♪（2018年4月7日 - 2019年6月22日、関西テレビ）司会

#### 特番
- 24時間テレビ 愛は地球を救う25（2002年8月17日・18日、日本テレビ）- 番組パーソナリティー
- 苦節14年 初冠特別番組 雨上がり決死隊!!（2002年10月3日、テレビ朝日）- 司会
- アメトーーク!（2002年12月7日・2003年3月24日、テレビ朝日）- 司会
- 雨上がり決死隊&さまぁ～ず豪華3時間 芸能界100人トーク ギャラは払えるのかよSP!!（2003年1月2日、テレビ朝日） - 司会
- 雨上がり決死隊のお好み焼きたべたぃ～の!（2003年2月3日、TBS）- 司会
- さまぁ～ず&雨上がり決死隊のお風呂かよ!全員集合（2004年1月3日、テレビ朝日） - 司会
- R-1ぐらんぷり（2004年3月6日 - 2019年3月10日、関西テレビ）- MC
- 雨上がり不動産（2004年7月10日・2006年7月10日、日本テレビ）- 司会
- ミドル3（2004年10月5日 - 2007年1月4日、テレビ朝日）
- お笑い!!ゆく年くる年（2004年12月31日 - 2007年12月31日、テレビ朝日）
- 史上空前!! 笑いの祭典 ザ・ドリームマッチ（2005年1月4日 - 2009年1月9日、TBS）
- 雨上がり・鶴瓶・ロンブーのゆく年くる年への道SP （2005年9月18日、テレビ朝日）
- 未来先取りワイドショー FUTURE NEWS（2007年3月10日、日本テレビ）- 司会
- 今夜は芸人が超本気!最強デュエット歌合戦（2007年8月30日 - 2008年7月17日、日本テレビ）- チームキャプテン
- 雨上がりの追っかけ～（2007年10月2日、TBS）- 部長
- 爆笑スタイルチェンジ（2007年12月30日・2008年4月3日、日本テレビ）- 司会
- 絶対に笑ってはいけない24時（2007年12月31日 - 2017年12月31日、日本テレビ）-「芸能人報告会議」進行
- FNS27時間テレビ!!みんな笑顔のひょうきん夢列島!!（2008年7月27日、フジテレビ）
  - FNS27時間テレビ めちゃ×2デジッてるッ!笑顔になれなきゃテレビじゃないじゃ〜ん!!（2011年7月24日、フジテレビ）
  - FNS27時間テレビ 女子力全開2013 乙女の笑顔が明日をつくる!!（2013年8月4日、フジテレビ）
  - 武器はテレビ。SMAP×FNS27時間テレビ（2014年7月27日、フジテレビ）
  - FNS27時間テレビフェスティバル!（2016年7月23日・24日、フジテレビ）- MCリレー
  - FNS27時間テレビ にほんのれきし（2017年9月10日、フジテレビ）
  - FNS27時間テレビ にほん人は何を食べてきたのか?（2018年9月9日、フジテレビ）
- 仰天映像88連発!脅威の水世界 水検定2008（2008年8月5日、フジテレビ）- 司会
- フジ最強コント夢競演みんなでコント会議 （2008年9月18日、フジテレビ）
- ハプニング名珍場面 日本全国プレミア映像スペシャル（2008年10月9日 - 2009年6月30日、TBS）
- お笑いジーニアス（2009年2月23日、フジテレビ）- 司会
- 雨上がり決死隊のモテカツ!（2009年3月27日 - 2012年8月27日、読売テレビ）- 司会
- 朝までダメテレビ〜コンプレックスに打ち勝って脱ダメ人間!!〜（2009年9月5日、日本テレビ）- 宮迫:司会、蛍原:パネラー
- 挑め! 夢の地域ブランド 高校生食プロジェクト選手権（2009年12月20日、NHK総合）
- 雨上がり決死隊のピュアになれるぶらり旅沖縄ピュアりツアー（2010年3月20日、関西テレビ）
- 世界の恐怖映像（2010年7月29日 - 2012年3月28日、TBS）- MC
- 映像体験!イッキ見シアター（2010年12月30日 - 2011年9月11日、関西テレビ）- MC
- 大みそか列島縦断LIVE 景気満開テレビ（2010年12月31日 - 2017年12月31日、フジテレビ）- 司会
- 美女アスリート総出演 炎の体育会TV（2011年1月11日・7月3日、TBS）- MC
- 芸能人のギャラ初公開!ズバリ発表するぞ!スペシャル（2011年3月4日・10月7日、日本テレビ）- MC
- 門外不出!(秘)エピソード大暴露SP やっちまった伝説（2011年4月20日 - 2012年2月1日、TBS）- 司会
- ギネス世界記録を持つ美女100人（2011年5月22日・27日、日本テレビ）- 司会
  - ギネス世界記録のイケメン&美女100人（2011年11月2日、日本テレビ）- 司会
- 雨上がり決死隊・なるみの関西ゴールデン!なにわオールスター大感謝祭（2011年5月26日、毎日放送）- 司会
- エキスパート船越決死隊（2011年6月5日、TBS）- 司会
- 初詣!爆笑ヒットパレード（2012年1月1日 - 2016年1月1日、フジテレビ）- コーナーMC
- オモシロ開運バラエティ～雨上がり決死隊のあやかりJAPAN!（2012年1月3日、TBS）- 司会
- レッドフラッグ ～名医があつまる総合病院～（2012年2月25日、フジテレビ）- MC
- カバソンバトル 芸能界!男女さかさま歌合戦（2012年3月8日、TBS）- 司会
- 密着!芸能人の妻たち（2012年3月21日、毎日放送）- 司会
- 大人気店でドッキリ!ありえない商品 売れる!?売れない!?（2012年5月2日 - 2015年1月8日、日本テレビ）- 司会
- コカ・コーラスペシャル 仲間と踊ってロンドンへ行こう!MY BEAT CONTEST 全国大会（2012年7月8日、テレビ朝日）- 司会
- 雨上がり決死隊の世界に誇るニッポンの技 こんなところにMade in JAPAN（2012年7月14日、テレビ東京）- 司会
- ロンドン五輪完全攻略 みんなで走ろう!クイズマラソン（2012年7月20日、NHK総合）- 司会
- ママたちの井戸端バラエティ 雨上がり嫁盛り（2012年9月23日、TBS）- 司会
- 明石家さんまの真っ赤なウソ（2012年9月23日、毎日放送）- パネリスト
- 世界の超S級危険生物コレクション（2012年11月28日 - 2013年8月28日、TBS）- 司会
- 今年も生だよ芸人集合 笑いっぱなし伝説（2013年1月1日、テレビ東京）- 総合司会
- ドッキリアワード （2013年7月7日 - 2017年1月2日、TBS）- MC
- それ、放っておくとヤバイです（2013年4月24日、TBS）- 司会
- コント・ニュー2013（2013年10月1日、TBS）- MC
- 悪口上等 ～口コミの真相直撃!!～（2013年12月29日、フジテレビ）- 司会
- ドリーム東西ネタ合戦（2014年1月1日 - 2019年5月1日、TBS）- 西軍キャプテン
- 雨上がり決死隊vsわがまま大女優 京都おもてなしツアー（2014年1月3日、TBS）- 司会
- 身近な危険回避TV できれば無事に暮らしたい（2014年1月17日、フジテレビ）- 司会
- 全日本温泉宿アワード2014（2014年1月21日、フジテレビ）- 司会
- 全力応援!ソチ五輪～みんなでクイズ（2014年1月29日、NHK総合）- 司会
- バラエティ司会者芸人 夢の共演スペシャル!!（2014年2月1日、テレビ朝日）
- 闘病プレゼン今だから語れるエピソード 私は○○病になりました（2014年2月4日、フジテレビ）- 司会
- 天下とったるで～!関西人の東京進出物語（2014年2月22日、関西テレビ）- 司会
- 芸人報道 （2014年6月6日 - 2019年1月8日、日本テレビ）- MC
- リンカーン芸人大運動会（2014年10月8日 - 2018年10月17日、TBS）
- 若返り決死隊が行く!秋の京都・極上グルメツアー（2014年10月18日、フジテレビ）
- 雨上がり決死隊のそこまでするか!男前伝説 （2015年1月3日、CBCテレビ）- 司会
- 金曜プレミアム「気まずい2人が久しぶりに会ってみました」 （2015年5月15日、フジテレビ）- 司会
- クイズ 芸能人にまかせなさい （2015年6月30日、フジテレビ）- 司会
- 雨上がりの極 ～ウラ事情暴きます～（2015年8月17日、朝日放送）- 司会
- 雨上がり決死隊の正月パーティーを盛り上げようぜ! （2016年1月3日、CBCテレビ）
- 有名人ギャップ大賞 （2016年1月30日・10月12日、フジテレビ）- MC
- 土曜プレミアム「10人旅」（2016年4月23日 - 2017年11月25日、フジテレビ）
- よしもとクレームセンター ～あの芸人の"ウラの顔" 撮れちゃいました～ （2016年7月31日、関西テレビ）- 司会
- おごれる東京に宣戦布告!!VS東京 （2016年8月15日、BSスカパー!）- MC
- 雨上がりと5人のツッコミ芸人旅 （2017年1月3日、CBCテレビ）
- 芸能人が人気商品を○○してみた!（2017年10月28日・2018年12月15日、TBS）- MC

### クイズ番組
- ネプリーグ(フジテレビ)
  - 2007年3月26日 芸人チーム
  - 2008年1月3日 吉本興業チーム
  - 2009年4月13日 芸人チーム

### ラジオ番組
- ミュージックステーション（文化放送、1992年4月 - 1993年3月）
- よしもとDAウー（ラジオ大阪、木曜日、1993年）
- 京都発!吉本決死隊（KBS京都、1992年10月 - 1996年3月）
- オレたちやってま〜す（毎日放送、2000年10月 - 2003年3月）
- 雨上がり決死隊べしゃりブリンッ!（TBSラジオ、2002年4月 - 2010年3月）

### インターネット配信
- 雨上がりコンプライアンス（2018年3月23日から2018年6月6日まで配信、大阪チャンネル）

### ドラマ
- きらきらひかる3（フジテレビ、2000年4月4日）
- 土曜ナイトドラマ『ただいま満室』（テレビ朝日、2000年10月14日 - 12月16日）
- 金曜エンタテイメント『電話オペレーター 三人娘のOL事件簿』（フジテレビ、2002年5月10日）蛍原：富永眞人 役　宮迫：朝日奈健太郎 役

### 映画
- ごんたくれ（1995年） - 宮迫：ユウ役、蛍原：田中役 ※主演
- 岸和田少年愚連隊 BOYS BE AMBITIOUS（1996年）
- クレヨンしんちゃん 嵐を呼ぶ アッパレ!戦国大合戦（2002年）宮迫：彦蔵役、蛍原：儀助役
- 明日があるさ THE MOVIE（2002年）
- 蛇イチゴ（2003年）
- 妖怪大戦争（2005年）宮迫：佐田役、蛍原：豆腐小僧役
- NMB48 げいにん!THE MOVIE お笑い青春ガールズ!（2013年）友情出演
- NMB48 げいにん!THE MOVIE リターンズ 卒業!お笑い青春ガールズ!!新たなる旅立ち（2014年）友情出演
- クレヨンしんちゃん 襲来!!宇宙人シリリ（2017年）宮迫：シリリの父役、蛍原：モルダダ役

### 広告
- マルちゃん赤いきつねと緑のたぬき（東洋水産）
- uno（資生堂）
- バイク王
- スカルプD（アンファー）[11]
- GREE[11]
- 日本テレコム

### 著書
- 雨上がり決死隊の天使と悪魔（ぴあ）
- 雨上がり文庫（小学館文庫）

### その他
- 発音の基礎から学ぶ中国語（相原茂著 朝日出版社刊 2003年6月1日） - 動画CD-ROMに出演

### 受賞歴
- 1989年　毎日放送 マツダ・ウィークエンド・パーティー チャンピオン
- 1990年　心斎橋筋2丁目劇場 フレッシュリーグトーナメント 優勝
- 1991年　心斎橋筋2丁目劇場 フレッシュリーグ・グランドチャンピオン大会 優勝
- 1991年　関西テレビ 爆笑GONGSHOW グランドチャンピオン
- 1992年　第13回ABCお笑い新人グランプリ 優秀新人賞
- 1992年　第21回上方お笑い大賞 銀賞
- 1993年　第28回上方漫才大賞 新人奨励賞